# Dissé-sous-le-Lude
Dissé-sous-le-Lude è un comune francese di 594 abitanti situato nel dipartimento della Sarthe nella regione dei Paesi della Loira.

## Società

### Evoluzione demografica
Abitanti censiti